# Foiní
Foiní är en ort i Cypern.   Den ligger i distriktet Eparchía Lemesoú, i den centrala delen av landet, 60 km sydväst om huvudstaden Nicosia. Foiní ligger 920 meter över havet och antalet invånare är 464. Den ligger på ön Cypern.
Terrängen runt Foiní är kuperad åt sydväst, men åt nordost är den bergig. Trakten runt Foiní är glesbefolkad, med 17 invånare per kvadratkilometer. Närmaste större samhälle är Kyperoúnta, 13,5 km öster om Foiní. 